# From Nothing to One
From Nothing to One, pubblicato nel 2002, è l'album di debutto del gruppo indie rock svedese The Perishers.

## Tracce
1. When I Wake Up Tomorrow – 3:12
2. In the Blink of an Eye – 4:04
3. Someday – 3:51
4. When I Fall – 3:09
5. The Night – 4:42
6. Steady Red Light – 3:34
7. My Home Town – 4:11
8. Let's Write Something Down – 4:00
9. On My Way Home – 3:59
10. All Over Now – 3:29
11. What We Once Had – 5:26